# Феодосійський учительський інститут
Феодосійський учительський інститут (1874 – 1941) – заклад професійної  педагогічної освіти.

## Дореволюційний період
Феодосійський учительський інститут був відкритий у січні 1874 року з метою підготовки вчителів міських шкіл. До нього приймали випускників семінарій, повітових та міських училищ, які досягли 16 років. Навчання продовжувалося  3 роки. Кількість студентів досягала 90 чоловік. Більшість з них походило з сімей службовців, міщан, селян. Стипендія була  у розмірі 14 крб на місяць. До 1915 року інститут був розташований у трьохповерховому будинку Халібова.
Першим директором був М. Ф. Шугуров, а згодом С. Ю. Богоявленський, який закінчив Духовну академію. Російську мову та літературу викладав П. М. Колибелин, природничі науки — В. Ф. Долгополов, математику — К. І. Гроссу, астрономію та історію — Д. А. Марков (свого часу слухав лекції В. Й. Ключевського), малюнок та креслення — художник Липкин.
У 1879—1881 роках директором інституту був Є. О. Лагоріо.
При інституті працювали однорічні курси з підготовки вчителів початкових шкіл.
Студенти інституту були організаторами багатьох культурних заходів у місті, займалися  театральною та видовищною самодіяльністю, давали концерти у місті.
Після пожежі у домі Халібова (1915 р.) інститут розташовувався у будинку Феодосійської чоловічою гімназії.

## Радянський період
Після встановлення у Феодосії радянської влади учительський інститут було перетворено на педагогічний інститут, а у 1920 році – в Інститут народної освіти. 
Восени 1923 року інститут був реорганізований у педагогічний технікум для підготовки вчителів сільських шкіл.
Розуміючи недоліки у підготовці вчителів та інших категорій педагогічних працівників для шкіл, Наркомат освіти Кримської АРСР прийняв низку заходів у відповідності до рішень центральних освітянських органів. У січні 1924 року  президія Головної Вченої Ради (ГВР) Наркомату освіти РРФСР затвердила “Основи будівництва педагогічної освіти”. У цьому документі конкретизовувались завдання основних типів педагогічних навчальних закладів. Наркомат освіти Криму запропонував керівництву технікумів здійснити перебудову навчального процесу. У рішенні Наркомату освіти Криму вказувалось, що педагогічний технікум має за мету підготовку низових працівників соціального виховання для дошкільних закладів, шкіл 1-го ступеня, дитячих будинків і політосвітніх закладів. 
У педагогічний технікум поступали випускники семирічної школи або особи, які мали відповідну освіту. Термін навчання у педагогічному технікумі  був 4 роки. На першому та другому курсах студенти вивчали курс єдиної трудової школи та методику викладання базових предметів. Паралельно з цим учні повинні були оволодіти практичними знаннями організації виробництва у залежності від спеціалізації – сільськогосподарської. З третього курсу починалась спеціалізація по лінії роботи у дошкільних закладах, школах 1-го ступеня, дитячих будинках і закладах політосвіти.
У 1935 році у Феодосійському педагогічному технікумі було єврейське та німецьке відділення, які готували вчителів для національних сільських шкіл.
Навчальний заклад  проіснував до початку 1940-х років.

## Випускники

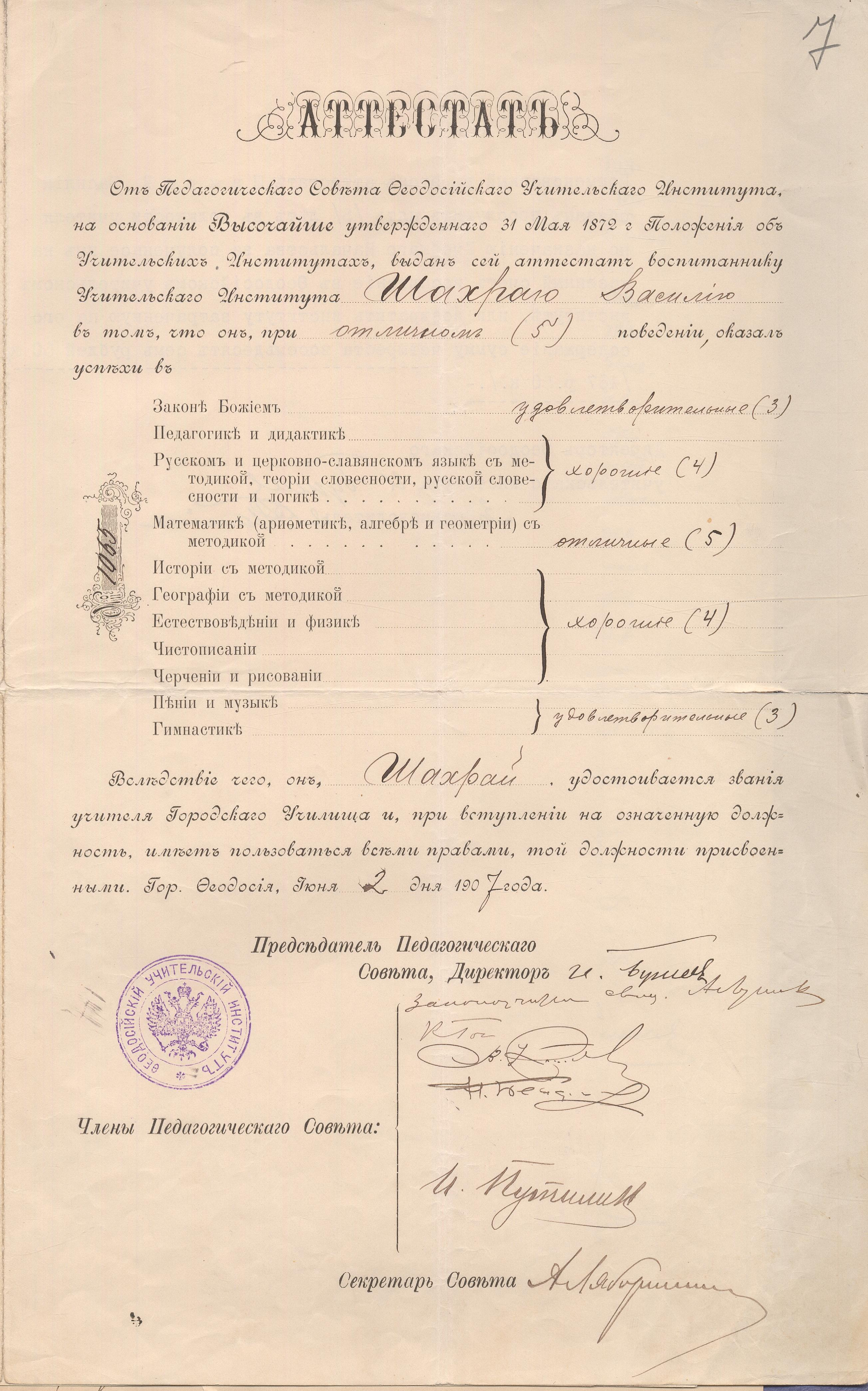
Атестат випускника Феодосійського учительського інституту 1907 р. Василя Шахрая

- Атестат випускника Феодосійського учительського інституту 1907 р. Василя ШахраяОрленко Михайло Іванович
- Шахрай Василь Матвійович